# Gackt-diszkográfia
Gackt japán énekes pályafutása során 2019 januárjával bezárólag kilenc stúdióalbumot és 48 kislemezt jelentetett meg. A japán zenetörténelemben ő az első férfi szólóénekes, akinek egymás után tíz olyan kislemeze jelent meg, amely mind felkerült az Oricon heti slágerlistájának első tíz helyezettjei közé. Szólóelőadóként mintegy tízmillió lemezt adott el.

## Stúdióalbumok
| Év   | Cím (adatok)                                                      | Oricon-helyezés | Eladás (Japán)       | RIAJ-minősítés |
| Év   | Cím (adatok)                                                      | heti            | Eladás (Japán)       | RIAJ-minősítés |
| ---- | ----------------------------------------------------------------- | --------------- | -------------------- | -------------- |
| 1999 | Mizérable - Kiadás: 1999. május 12. - Kiadó: Nippon Crown         | 2               | 252 670 (95., 1999)  | —              |
| 2000 | Mars - Kiadás: 2000. április 26. - Kiadó: Nippon Crown            | 3               | 200 000              | - aranylemez   |
| 2001 | Rebirth - Kiadás: 2001. április 25. - Kiadó: Nippon Crown         | 3               | 214 220 (100., 2001) | —              |
| 2002 | Moon - Kiadás: 2002. június 19. - Kiadó: Nippon Crown             | 2               | 281 590 (67., 2002)  | - aranylemez   |
| 2003 | Crescent - Kiadás: 2003. december 3. - Kiadó: Nippon Crown        | 5               | 250 000              | - platinalemez |
| 2005 | Love Letter - Kiadás: 2005. február 14. - Kiadó: Nippon Crown     | 5               | 120 000              | - aranylemez   |
| 2005 | Diabolos - Kiadás: 2005. szeptember 21. - Kiadó: Nippon Crown     | 4               | 100 000              | - aranylemez   |
| 2009 | Re:Born - Kiadás: 2009. december 2. - Kiadó: Dears (Nippon Crown) | 9               | 50 000               | —              |
| 2016 | Last Moon - Kiadás: 2016. április 27. - Kiadó: G&Lovers           | 6               | —                    | —              |

## Koncertalbumok
| Év   | Cím |
| ---- | --- |
| 2007 | Gackt Training Days 2006 Drug Party (Drug I Version) [Live] - Kiadás: 2007. július 4. - Kiadó: Nippon Crown (digitális letöltés)                |
| 2014 | Gackt & Tokyo Philharmonic Orchestra: "A Splendid Evening of Classic" (Live) - Kiadás: 2014. október 15. - Kiadó: G&Lovers (digitális letöltés) |
| 2018 | Gackt's -45th Birthday Concert- Last Songs - Kiadás: 2018. december 24. - Kiadó: G&Lovers (digitális letöltés)                                  |

## Válogatásalbumok
| Év   | Cím (adatok)                                                                                                | Oricon-helyezés | Eladás (Japán)      | RIAJ-minősítés |
| Év   | Cím (adatok)                                                                                                | heti            | Eladás (Japán)      | RIAJ-minősítés |
| ---- | --- | --------------- | ------------------- | -------------- |
| 2004 | The Sixth Day: Single Collection - Kiadás: 2004. február 25. - Kiadó: Nippon Crown                          | 3               | 200 000 (78., 2004) | - platinalemez |
| 2004 | The Seventh Night: Unplugged - Kiadás: 2004. május 26. - Kiadó: Nippon Crown                                | 5               | 100 000             | - aranylemez   |
| 2006 | Dzsúnigacu no Love Songs: Complete Box - Kiadás: 2006. december 13. - Kiadó: Nippon Crown - limitált kiadás | 55              | —                   | —              |
| 2007 | 0079–0088 - Kiadás: 2007. december 19. - Kiadó: Nippon Crown                                                | 6               | 70 000              | —              |
| 2010 | Are You "Fried Chickenz"?? - Kiadás: 2010. június 23. - Kiadó: Nippon Crown                                 | 10              | 22 000              | —              |
| 2010 | The Eleventh Day: Single Collection - Kiadás: 2010. július 21. - Kiadó: Nippon Crown                        | 7               | 20 000              | —              |
| 2013 | Best of the Best: Mild - Kiadás: 2013. július 3. - Kiadó: Avex Trax                                         | 8               | 20 000              | —              |
| 2013 | Best of the Best: Wild - Kiadás: 2013. július 3. - Kiadó: Avex Trax                                         | 9               | 20 000              | —              |

## Remixalbumok
| Év   | Cím                                                                     |
| ---- | ----------------------------------------------------------------------- |
| 2015 | Gacktracks -Ultra DJ ReMix- - Kiadás: 2015. július 1. - Kiadó: G&Lovers |

## Soundtrackalbumok
| Év   | Cím |
| ---- | --- |
| 2009 | Slo-Pachinko Gladiator Evolution - Kiadás: 2009. március 9. - Kiadó: Dears (Nippon Crown) - Limitált kiadás |
| 2014 | Moon Saga: Josicune hiden - Kiadás: 2014. október 1. - Kiadó: G&Lovers                                      |

## Kislemezek
| Év   | Cím (adatok)                                                  | Oricon-helyezés | RIAJ-minősítés | Eladás (Japán)      | Album                                  |
| Év   | Cím (adatok)                                                  | heti            | RIAJ-minősítés | Eladás (Japán)      | Album                                  |
| ---- | ------------------------------------------------------------- | --------------- | -------------- | ------------------- | -------------------------------------- |
| 1999 | Mizérable (Single box, CD+VHS)                                | 3               | —              | 116 771             | Mizérable                              |
| 1999 | Mizérable (CD kislemez)                                       | 72              | —              | —                   | Mizérable                              |
| 1999 | Vanilla                                                       | 4               | Gold           | 248 360 (89., 1999) | Mars                                   |
| 1999 | Remix of Gackt                                                | 13              | —              | 35 000              | —                                      |
| 2000 | Mirror                                                        | 9               | —              | 116 000             | Mars                                   |
| 2000 | Oasis                                                         | 7               | —              | 126 280             | Mars                                   |
| 2000 | Szekirei: Seki-ray                                            | 7               | —              | 108 000             | Rebirth                                |
| 2000 | Szaikai (Story)                                               | 7               | —              | 91 000              | —                                      |
| 2000 | Secret Garden                                                 | 10              | —              | 83 000              | Rebirth                                |
| 2001 | Kimi no tame ni dekiru koto                                   | 6               | —              | 146 770             | Rebirth                                |
| 2001 | Another World                                                 | 2               | —              | 284 550 (74., 2001) | Moon                                   |
| 2001 | Dzsúnigacu no Love Song                                       | 5               | —              | 171 822 (73., 2002) | Dzsúnigacu no Love Songs: Complete Box |
| 2002 | Vanilla (újrakiadás)                                          | 12              | —              | 25 000              | Mars                                   |
| 2002 | Vaszurenai kara                                               | 4               | —              | 132 260 (98., 2002) | Moon                                   |
| 2002 | Dzsúnigacu no Love Song (angol nyelvű)                        | 5               | —              | 82 000              | Dzsúnigacu no Love Songs: Complete Box |
| 2003 | Kimi ga oikaketa jume                                         | 2               | aranylemez     | 100 000             | Crescent                               |
| 2003 | Cuki no uta                                                   | 3               | aranylemez     | 100 000             | Crescent                               |
| 2003 | Lu:na/Oasis                                                   | 5               | —              | 34 000              | Moon, Mars                             |
| 2003 | Last Song                                                     | 5               | aranylemez     | 100 000             | Crescent                               |
| 2003 | Dzsúnigacu no Love Song (kínai nyelvű)                        | 6               | —              | 51 000              | Dzsúnigacu no Love Songs: Complete Box |
| 2004 | Kimi ni aitakute                                              | 2               | aranylemez     | 124 432 (96., 2004) | Love Letter                            |
| 2004 | Dzsúnigacu no Love Song (koreai nyelvű)                       | 8               | —              | 36 000              | Dzsúnigacu no Love Songs: Complete Box |
| 2005 | Arittake no ai de                                             | 7               | —              | 62 000              | Love Letter                            |
| 2005 | Black Stone                                                   | 3               | aranylemez     | 100 000             | Diabolos                               |
| 2005 | Metamorphoze                                                  | 2               | aranylemez     | 156 709 (62., 2005) | Diabolos                               |
| 2005 | Todokanai ai to sitteita no ni oszaekirezu ni aisicuzuketa... | 3               | aranylemez     | 100 000             | Diabolos                               |
| 2006 | Redemption                                                    | 3               | aranylemez     | 124 955 (83., 2006) | Best of the Best: Wild                 |
| 2006 | Love Letter                                                   | 9               | —              | 28 000              | Love Letter                            |
| 2007 | No ni szaku hana no jó ni                                     | 3               | —              | 68 000              | —                                      |
| 2007 | Returner (Jami no súen)                                       | 1               | —              | 67 000              | Last Moon                              |
| 2008 | Jesus                                                         | 7               | —              | 32 000              | Re:Born                                |
| 2009 | Ghost                                                         | 6               | —              | 24 000              | Re:Born                                |
| 2009 | Journey Through the Decade                                    | 2               | aranylemez     | 250 000 (63., 2009) | Best of the Best: Mild                 |
| 2009 | Koakuma Heaven                                                | 6               | —              | 25 000              | Re:Born                                |
| 2009 | Faraway (Hosi ni negai o)                                     | 8               | —              | 20 000              | Re:Born                                |
| 2009 | Lost Angels                                                   | 5               | —              | 20 000              | Re:Born                                |
| 2009 | Flower                                                        | 7               | —              | 20 000              | Re:Born                                |
| 2009 | The Next Decade                                               | 4               | —              | 56 335              | —                                      |
| 2009 | Szecugekka (The End of Silence)/Zan                           | 4               | —              | 32 000              | Last Moon                              |
| 2010 | Stay the Ride Alive                                           | 3               | —              | 40 000              | Best of the Best: Wild                 |
| 2010 | Ever                                                          | 4               | —              | 55 000              | Best of the Best: Wild                 |
| 2011 | Episode.0                                                     | 3               | —              | 40 000              | —                                      |
| 2011 | Graffiti                                                      | 4               | —              | 22 000              | Best of the Best: Mild                 |
| 2012 | Until the Last Day                                            | 8               | —              | 20 000              | Best of the Best: Wild                 |
| 2012 | Hakuro                                                        | 6               | —              | 20 000              | Best of the Best: Mild                 |
| 2012 | White Lovers (Siavasze na toki)                               | 7               | —              | 20 000              | Best of the Best: Mild                 |
| 2014 | P.S. I Love U                                                 | 12              | —              | 20 000              | Last Moon                              |
| 2014 | Akacukizukujo (Day Breakers)                                  | 8               | —              | 20 000              | Last Moon                              |
| 2015 | Arrow                                                         | 15              | —              | 15 000              | Last Moon                              |
| 2016 | Kimi dake no boku de iru kara                                 | 30              | —              | 5 000               | Last Moon                              |
| 2017 | Cumi no keisó (Original Sin)                                  | 18              | —              | 10 000              | —                                      |